# Warnkenhagen
Warnkenhagen ist eine Gemeinde im Landkreis Rostock des Landes Mecklenburg-Vorpommern. Die Gemeinde wird vom Amt Mecklenburgische Schweiz mit Sitz in der nicht amtsangehörigen Stadt Teterow verwaltet.

## Lage
Die Gemeinde Warnkenhagen, westlich der Mecklenburgischen Schweiz, liegt in einem leicht hügeligen Bereich an der Schaalbeke, die in Richtung Südosten zum Teterower See fließt, durch Gräben aber auch im Westen mit der Warnow verbunden ist. Die nächstgelegenen Städte sind Teterow (zwölf Kilometer entfernt), Laage (19 km) und Güstrow (25 km). Die Ortsteile Tellow und Tenze im Schaalbeketal liegen in einem Landschaftsschutzgebiet.
Umgeben wird Warnkenhagen von den Nachbargemeinden Prebberede im Norden, Groß Wüstenfelde im Nordosten, Thürkow im Osten, Dalkendorf im Süden, Lalendorf im Südwesten sowie Laage im Westen.
Zu Warnkenhagen gehören die Ortsteile Gottin, Hessenstein, Neu Tenze, Tellow und Tenze.

## Geschichte
Warnkenhagen wurde 1398 erstmals urkundlich erwähnt. Aus dieser Zeit stammt die Backsteinkirche, die mehrmals restauriert wurde. Gutsbesitzer waren u. a. die Familien von Vieregge (nach 1656), häufiger Besitzerwechsel im 18. Jh., Grafen von Hessenstein (ab 1803), Pogge (ab 1830), W. Müller (ab 1863), von Bülow (ab 1863) und von Schlieffen (ab 1872). Das Gutshaus stammt aus dem 19. Jahrhundert.
Gottin, eine ursprünglich slawische Siedlung, wurde erstmals 1589 genannt. Im Ort gab es bis zum 20. Jahrhundert ein Rittergut. Das Gut war ein früher Besitz der Familie von Lehsten, Anfang des 19. Jahrhunderts befand es sich im Besitz von Helmuth Theodor Petersen und ab 1825 der Familie Parish. Der Hamburger Bankier Parish ließ von 1830 bis 1835 das heutige Gutshaus auf den Grundmauern eines älteren Gebäudes errichten. Im Jahre 1873 gelangte das Gut in den Besitz der Familie von Maltzan, 1899 erwarb Adolf von Lowtzow das Gut und 1934 Kurt Hagen. Hier wirkte Anfang bis Mitte des 19. Jahrhunderts  Johann Heinrich von Thünen (1783–1850), dessen Werk im 1972 eröffneten Thünenmuseum dokumentiert wird. Am 1. Juli 1950 wurde Gottin eingemeindet. Im Jahr 2001 wurde in Gottin ein Bürgerhaus eingeweiht.
Tellow ist mit dem Agrarwissenschaftler und Sozialreformer Johann Heinrich von Thünen verbunden, der von 1810 bis 1850 am Gut wirkte.
Gutsbesitzer waren u. a. die Familien von Lehsten (vor 1654), Ratsherr Clandrian (bis 1660), von Bülow (bis 1702), von Lehsten (bis 1703), von Hein (bis 1759), von Reuter (bis 1766), von Kettenburg (bis 1783), von Maydell (bis 1790), von Plessen (bis 1797), Berlin (bis 1807), Schroeder (bis 1813), Johann Heinrich von Thünen und Erben (bis 1897), von Kettenburg (bis 1923) und Ulrich Alwardt (bis 1938). Das Gutshaus (19. Jh.) dient heute als Museum. Am 1. Juli 1950 wurde Tellow eingemeindet.
Am 1. Januar 1952 wurde Pölitz ausgegliedert.

## Sehenswürdigkeiten
- Dorfkirche Warnkenhagen
- Gutshaus Warnkenhagen: Eingeschossiger, 11-achsiger Putzbau mit Mittelrisalit
- Herrenhaus Tellow mit Thünen-Museum-Tellow
- Gutsensemble in Tellow: Neubauernhäuser, Thünenscheune mit Gutsmarkt, Internationales Thünenzentrum im um 1900 erbauten Gärtnerhaus, Eiskeller,  Thünen-Pogge-Begegnungsstätte im um 1815 erbauten ehemaligen Pferdestall, Schnitterkaserne und Thünenkate.
- Herrenhaus Gottin: 1835 als klassizistische Villa erbaut, 1939 aufgestockt, nach 1995 restauriert, heute eine Pension.
- Dorfanlage Tenze mit ehemaligem Gutshaus.

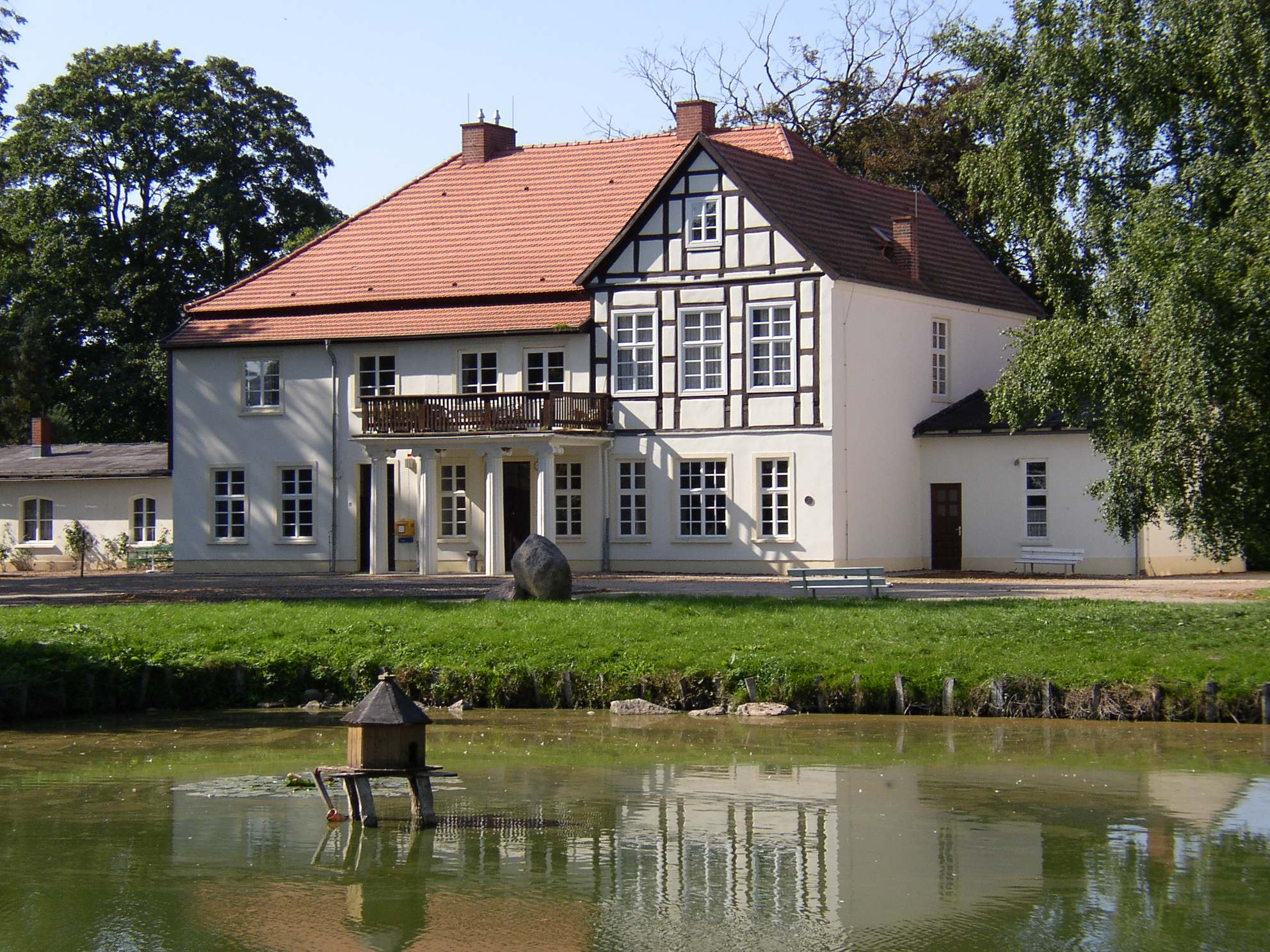
Herrenhaus Tellow
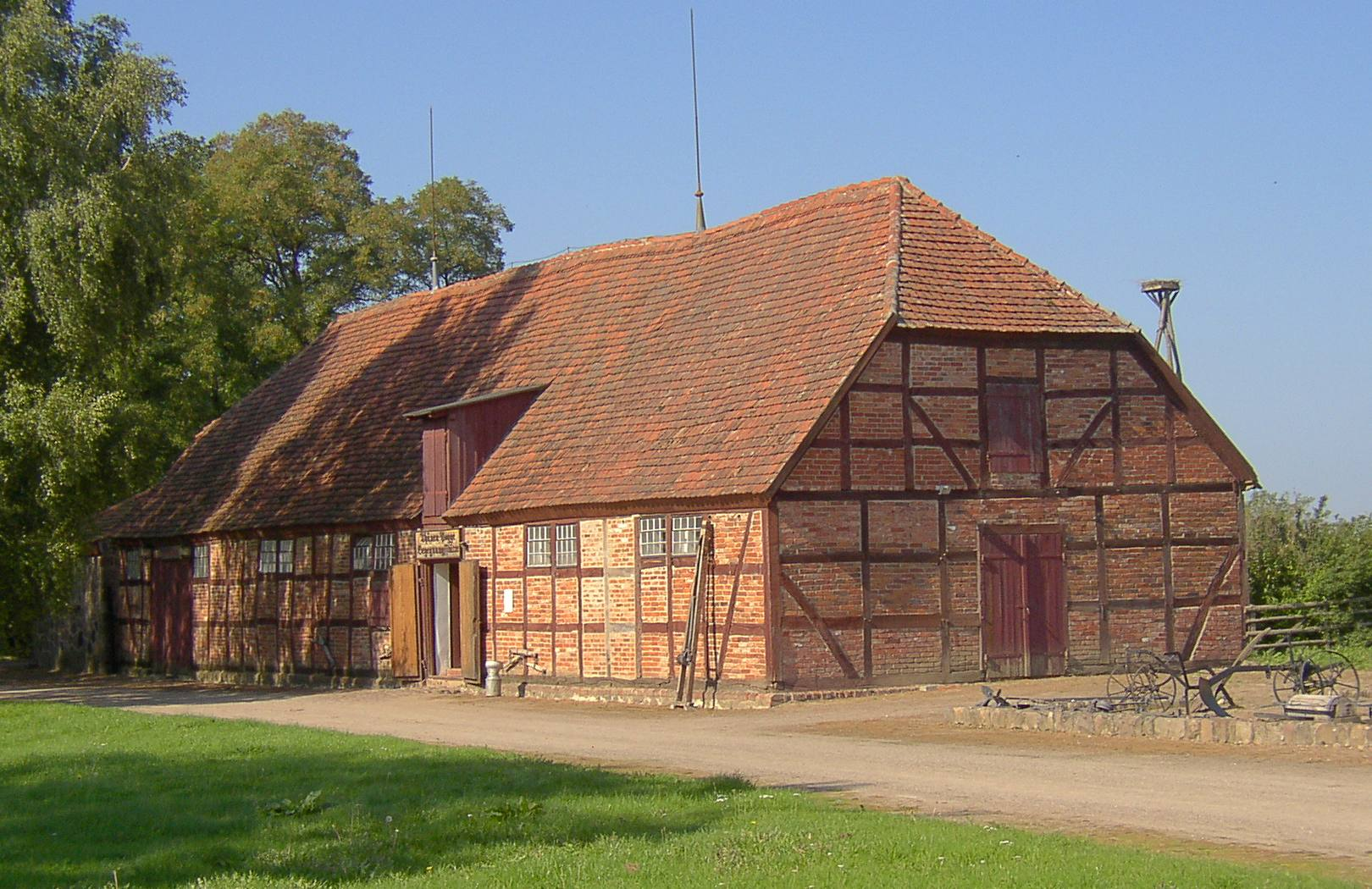
Begegnungsstätte in Tellow
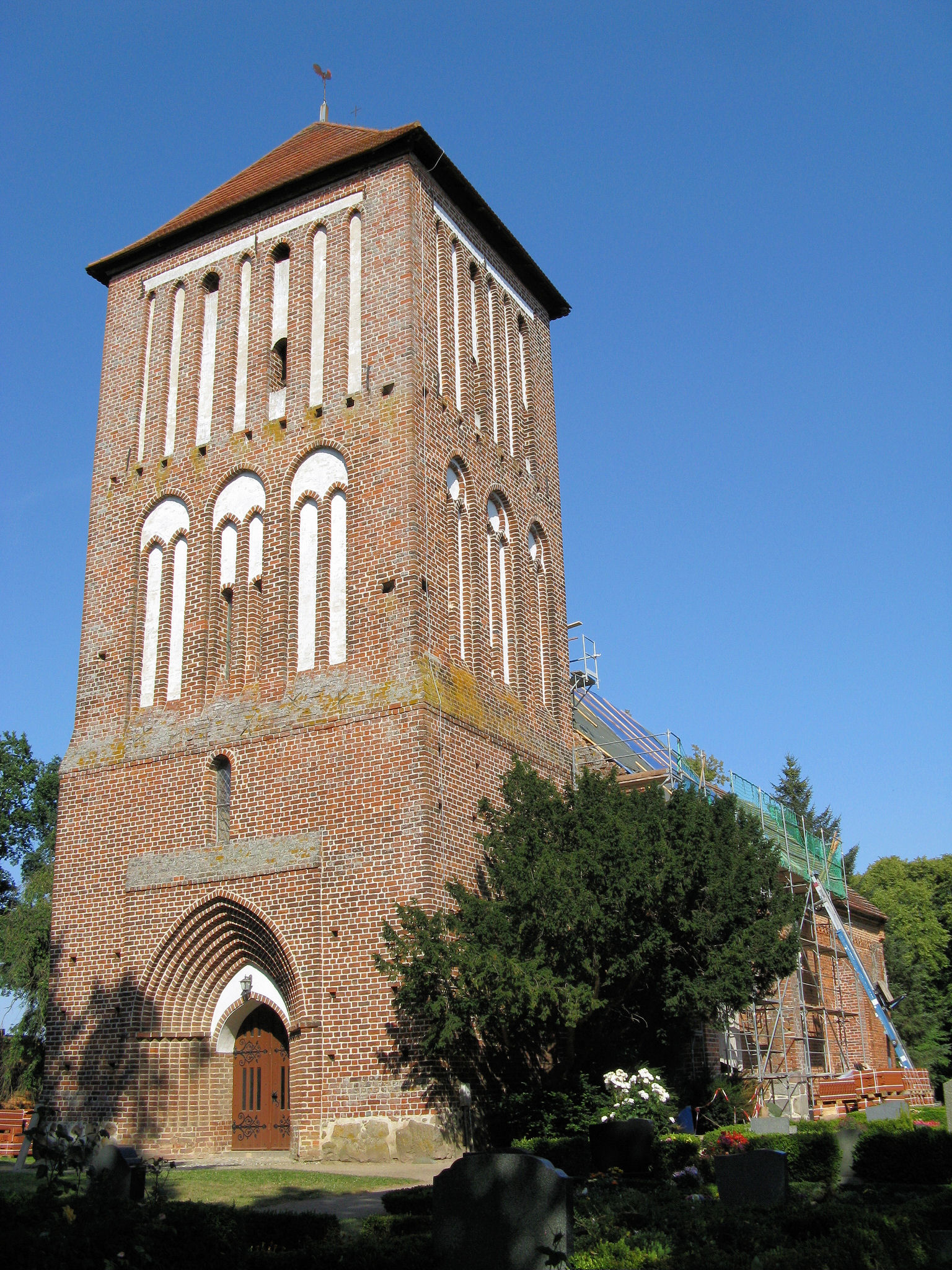
Kirche Warnkenhagen
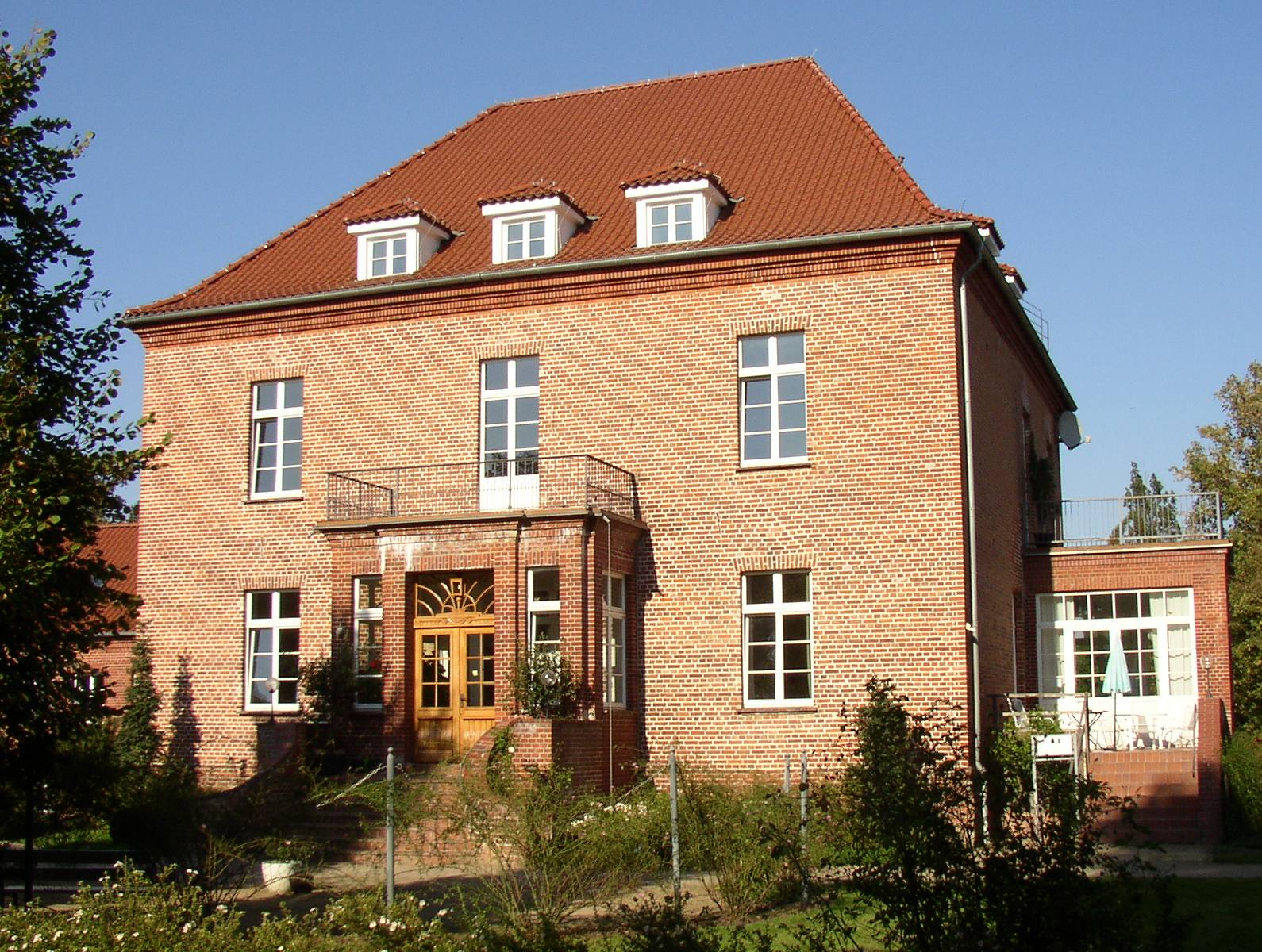
Gutshaus in Gottin

## Kultur
Zum Brauchtum von Gotin gehören das jährliche Park- und das Scheunenfest, das Frühlingssingen sowie die Dörpwihnacht.

## Verkehrsanbindung
Nahe dem Ortsteil Tellow führt die B 108 (Rostock–Teterow) vorbei. Eine weitere Verbindungsstraße führt über Lalendorf nach Güstrow und zur A 19. Der nächste Bahnhof befindet sich in Teterow.

## Persönlichkeiten
- Rudolf Sperling (1835–1917), deutsch-österreichischer Schriftsteller und Dichter
- Heinrich Sperling (1844–1924), Maler
- Hans-Hermann Hartwich (1928–2018), Politikwissenschaftler